# Hun Sen
Hun Sen (ur. 5 sierpnia 1952 w Kâmpóng Cham) – kambodżański polityk, minister spraw zagranicznych w latach 1979–1986 i 1987–1990, premier Kambodży w latach 1985–2023, przewodniczący Kambodżańskiej Partii Ludowej od 2015, przewodniczący Senatu od 2024.

## Młodość i wojna w Kambodży
Hun Sen po zakończeniu nauki w szkole w rodzinnej miejscowości, w 1965 roku rozpoczął naukę w liceum Lycée Indra Devi w Phnom Penh. W 1970 roku, w wieku 19 lat Hun Sen dołączył do wojsk Czerwonych Khmerów, toczącymi wojnę domową z generałem Lon Nolem, który dokonał puczu wojskowego. 17 kwietnia 1975 Czerwoni Khmerzy zajęli Phnom Penh i obalili władzę Lon Nola. Dzień wcześniej, w trakcie ofensywy na stolicę, Hun Sen w wyniku działań militarnych, został zraniony w lewe oko i z tego powodu do dziś zmuszony jest nosić szklaną protezę oka.
Po zdobyciu władzy w Kambodży przez Czerwonych Khmerów i rozpoczęciu przez nich masowych represji, Hun Sen zmienił pozycję na scenie politycznej. Zagrożony czystkami przeprowadzanymi we wschodnich prowincjach Kambodży wobec żołnierzy Czerwonych Khmerów, wraz z podległymi jednostkami, zdezerterował w 1977 roku do Północnego Wietnamu. W 1978 roku był jednym z założycieli Zjednoczonego Frontu Ocalenia Narodowego, który podjął walkę z reżimem Pol Pota razem z siłami Wietnamu. W tym samym roku wraz z Heng Samrinem stanął na czele powstania antyrządowego popartego przez część średnich i niższych kadr Czerwonych Khmerów. W styczniu 1979 roku poparł zbrojną interwencję Wietnamu.

## Kariera polityczna
Po obaleniu reżimu Czerwonych Khmerów w 1979 roku, odegrał wiodącą rolę w powstawaniu Ludowej Republiki Kampuczy. W 1979 roku objął funkcję ministra spraw zagranicznych, którą sprawował aż do 1986 roku i ponownie od 1987 do 1990 roku. Jako minister spraw zagranicznych miał znaczący wpływ na rozmowy pokojowe w Paryżu na temat zakończenia walk w Indochinach. Po śmierci Chan Sy, 14 stycznia 1985 został premierem Ludowej Republiki Kambodży. W 1991 roku doprowadził do zakończenia długotrwałej wojny ze zbrojną opozycją (skupioną głównie wokół Czerwonych Khmerów) i podpisania traktatu pokojowego. W 1993 roku w ramach procesu pokojowego pod nadzorem Organizacji Narodów Zjednoczonych zorganizował wolne wybory na skutek których Kambodżańska Partia Ludowa Hun Sena podzieliła się władzą z monarchistami. Wybory zbojkotowali Czerwoni Khmerzy, którzy rozpoczęli trwającą do końca lat 90. nieudaną kampanię partyzancką, doprowadzając do ostatecznej klęski ruchu.
Po ustanowieniu w kraju w 1993 roku rządów demokratycznych, od 2 lipca 1993 do 7 lipca 1997 był jednym z dwóch współpremierów, obok księcia Norodoma Ranariddha. 7 lipca 1997 przeprowadził w stolicy zamach stanu, w wyniku którego pozbawił władzy księcia Ranariddha. W odpowiedzi na plany Ranariddha przyjęcia do swojej partii FUNCINPEC byłych członków Czerwonych Khmerów, wojsko dokonało morderstw i aresztowań działaczy partii FUNCINPEC. W trakcie dwóch dni pogromów zginęło około 50 osób. Nowym współpremierem na miejsce Ranariddha został wyznaczony dyspozycyjny Ung Huot. Wybory parlamentarne w lipcu 1998 roku ugruntowały władzę Kambodżańskiej Partii Ludowej. 30 listopada 1998 Hun Sen już samodzielnie objął obowiązki szefa rządu, a Kambodżańska Partia Ludowa utworzyła koalicję z partią FUNCINPEC.
W kolejnych wyborach 27 lipca 2003 Kambodżańska Partia Ludowa również odniosła zwycięstwo i w 2004 roku raz jeszcze uformowała koalicję rządową z partią FUNCINPEC z Hun Senem jako premierem. Wybory parlamentarne 27 lipca 2008 ponownie wygrała Kambodżańska Partia Ludowa, zdobywając 90 mandatów w 123-osobowym Zgromadzeniu Narodowym. 25 września 2008 Hun Sen oficjalnie został mianowany szefem rządu na kolejną kadencję.
Kambodżańska Partia Ludowa zwyciężyła w wyborach parlamentarnych w 2013 i 2018 roku, przedłużając tym samym rządy Hun Sena. Organizacje praw człowieka oskarżały jego rząd o łamanie wolności obywatelskich poprzez zastraszanie, niesprawiedliwe wyroki (przychylne rządzącej partii), rozpędzanie protestów i ograniczenia wolności słowa.
W następstwie wyborów parlamentarnych z lipca 2023 roku, Hun Sen zapowiedział rezygnację ze stanowiska premiera i przekazanie władzy swojemu synowi. 22 sierpnia 2023 Hun Manet został zaprzysiężony na stanowisku premiera.
3 kwietnia 2024 został wybrany na stanowisko przewodniczącego Senatu.

## Życie prywatne
Hun Sen jest żonaty z Bun Rany, przewodniczącą Kambodżańskiego Komitetu Czerwonego Krzyża. Poznał ją w 1973 roku w trakcie działań wojskowych i poślubił w styczniu 1976 roku. Hun Sen i Bun Rany mają trzech synów i trzy córki, w tym jedną adoptowaną.
W październiku 2007 roku publicznie ogłosił, że jego adoptowana córka jest lesbijką, po czym wyrzekł się jej i wydziedziczył.
Tytuł Sâmdech („Jego Ekscelencja”) został mu przyznany w 1993 roku przez króla Norodoma Sihanouka. Jest to tytuł wyłącznie honorowy.

## Ordery i odznaczenia
- Wielki Order Narodowej Zasługi (Kambodża, 1996)
- Pokojowa Nagroda Konfucjusza (Chiny, 2017)[15]
- Order Księcia Jarosława Mądrego III klasy (Ukraina, 2022)[16]